# Estalo

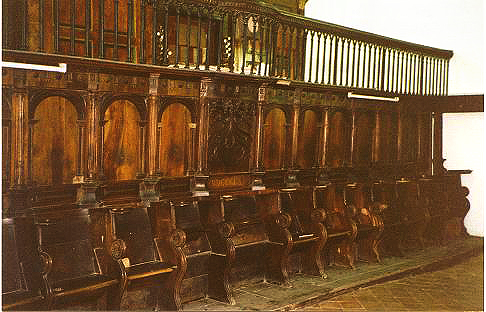
Sillería de coro.

Se llama estalos a los asientos de los coros de iglesias, basílicas y catedrales.
Las sillas para los clérigos y monjes asistentes al coro, parece que existieron en la época románica aunque son rarísimos los vestigios que de ellas nos han quedado. Se sabe que desde la más remota antigüedad cristiana se ponían bancos semicirculares, llamados exedrae, a los lados de la cátedra episcopal. Pero las sillas corales en la forma en que hoy las conocemos con asiento móvil y giratorio hacia arriba, con respaldo y doselete, no empezaron hasta la época gótica y datan desde finales del siglo XIV las que se conocen. En las épocas siguientes solo se diferencian los coros y las sillas en la ornamentación propia del estilo reinante.